# Hubert & Takako

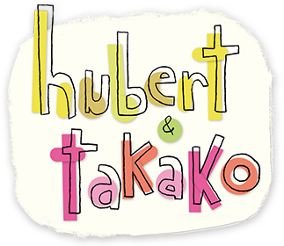
Logo da Hubert e Takako

Hubert & Takako é uma série animada na televisão francesa e consiste em 78 episódios com duração de 7 minutos cada, criados e dirigidos por Hugo Gittard e transmitidos desde 3 de novembro de 2013 no Canal+ Family.

## Sinopse
Praticamente qualquer porco se adaptaria facilmente à presença de uma mosca, mas para Hubert, que aspira a se tornar o arquétipo do cara moderno e bem-vestido, Takako está atrapalhando seus planos! Esta mosca deliciosamente descontrolada é aquela pequena falha nas engrenagens bem oleadas de Hubert. Pior, ela o aceita do jeito que ele é. Mas não é disso que se trata a verdadeira amizade?